# Aéroport international Ahmad-Yani
L'aéroport international Ahmad-Yani (Bandar Udara Internasional Ahmad Yani) (code IATA : SRG • code OACI : WARS) est l'aéroport de Semarang, la capitale de la province de Java central en Indonésie. Jusqu'en 1966, c'était uniquement une base de l'armée de l'air indonésienne.
L'aéroport est situé près de la plage de Maron à l'ouest de Semarang, une zone exposée aux inondations et à l'abrasion. Il est prévu que la plantation d'arbres le long des bassins et de la mangrove dans le cadre d'un concept d'"aéroport vert" se termine en juin 2013. Le secteur s'appelle Kalibanteng ("le fleuve aux buffles sauvages"), qui était aussi le nom de la base aérienne.
L'aéroport est exploité par PT Angkasa Pura I, l'entreprise d'État appartenant au ministère des Transports indonésiens chargé de la gestion des aéroports dans une partie de l'Indonésie.  Il est devenu international avec le premier vol de Garuda Indonesia à destination Singapour en août 2004.
Le trafic d'Achmad Yani a été de plus de 4,2 millions passagers en 2016, ce qui en fait le 10e aéroport indonésien.

## Situation
| Banda Aceh Denpasar Pangkal · Pinang Tanjung · Pandan Djakarta-Soekarno-Hatta Bengkulu Solo Semarang Pangkalan · Bun Palangkaraya Sampit Palu Djakarta-Halim Perdanakusuma Samarinda Malang Surabaya Balikpapan Ende Kupang Komodo Gorontalo Jambi Bandar Lampung Ambon Tarakan Ternate Manado Gunung · Sitoli Medan Wamena Biak Merauke Timika Jayapura Pekanbaru Batam Tanjung · Pinang Bau-Bau Banjarmasin Makassar Palembang Bandung Pontianak Ketapang Bima Lombok Manokwari Sorong Padang Yogyakarta |

## Compagnies et destinations
| Compagnies                                         | Destinations |
| -------------------------------------------------- | --- |
| AirAsia                                            | Kuala Lumpur |
| Airfast Indonesia                                  | Karimunjawa (en) |
| Batik Air                                          | Jakarta-Halim-Perdanakusuma, Djakarta-S.-Hatta                                                                         |
| Citilink                                           | Banjarmasin-Syamsudin Noor, Jakarta-Halim-Perdanakusuma, Djakarta-S.-Hatta, Palembang-M. Badaruddin II                 |
| Garuda Indonesia                                   | Denpasar-Bali, Djakarta-S.-Hatta                                                                                       |
| Garuda Indonesia opéré par Explore and Explore Jet | Makassar-Sultan-Hasanuddin, Lombok, Pangkalan Bun, Surabaya-Juanda                                                     |
| Indonesia AirAsia                                  | Singapour-Changi |
| Lion Air                                           | Balikpapan-Sultan-A.-M.-Sulaiman, Banjarmasin-Syamsudin Noor, Batam-Hang Nadim, Djakarta-S.-Hatta, Pontianak (Supadio) |
| NAM Air                                            | Bandung-H.-Sastranegara, Djakarta-S.-Hatta, Ketapang, Pangkalan Bun, Sampit                                            |
| SilkAir                                            | Singapour-Changi |
| Sriwijaya Air                                      | Djakarta-S.-Hatta, Makassar-Sultan-Hasanuddin, Surabaya-Juanda                                                         |
| Trigana Air Service                                | Pangkalan Bun |
| Wings Air                                          | Bandung-H.-Sastranegara, Denpasar-Bali, Pangkalan Bun, Surabaya-Juanda                                                 |

Édité le 07/02/2018

## Statistiques
| Année | Passagers |
| ----- | --------- |
| 2008  | 1 418 099 |
| 2009  | 1 656 668 |
| 2010  | 2 018 818 |
| 2011  | 2 432 511 |
| 2012  | 3 005 930 |

Source : A-Z World Airports

## Accidents et incidents
- Le 1er mai 1981, un Vickers Viscount de Mandala Airlines sort de la piste lors de son atterrissage, endommageant définitivement son train avant et droit[4].

## Transport terrestre
En 2013, Trans Semarang, un opérateur de transport en commun rapide par autobus (BRT), a commencé à desservir l'aéroport international Ahmad Yani. Un seul itinéraire a traversé l'aéroport mais tous les itinéraires disponibles sont interconnectés. L'intervalle prévu est de 15 à 30 minutes entre les bus, sauf en cas d'embouteillage.
Couloir 5: Cangkiran — Aéroport — Gare de Semarang Tawang 

## Galerie

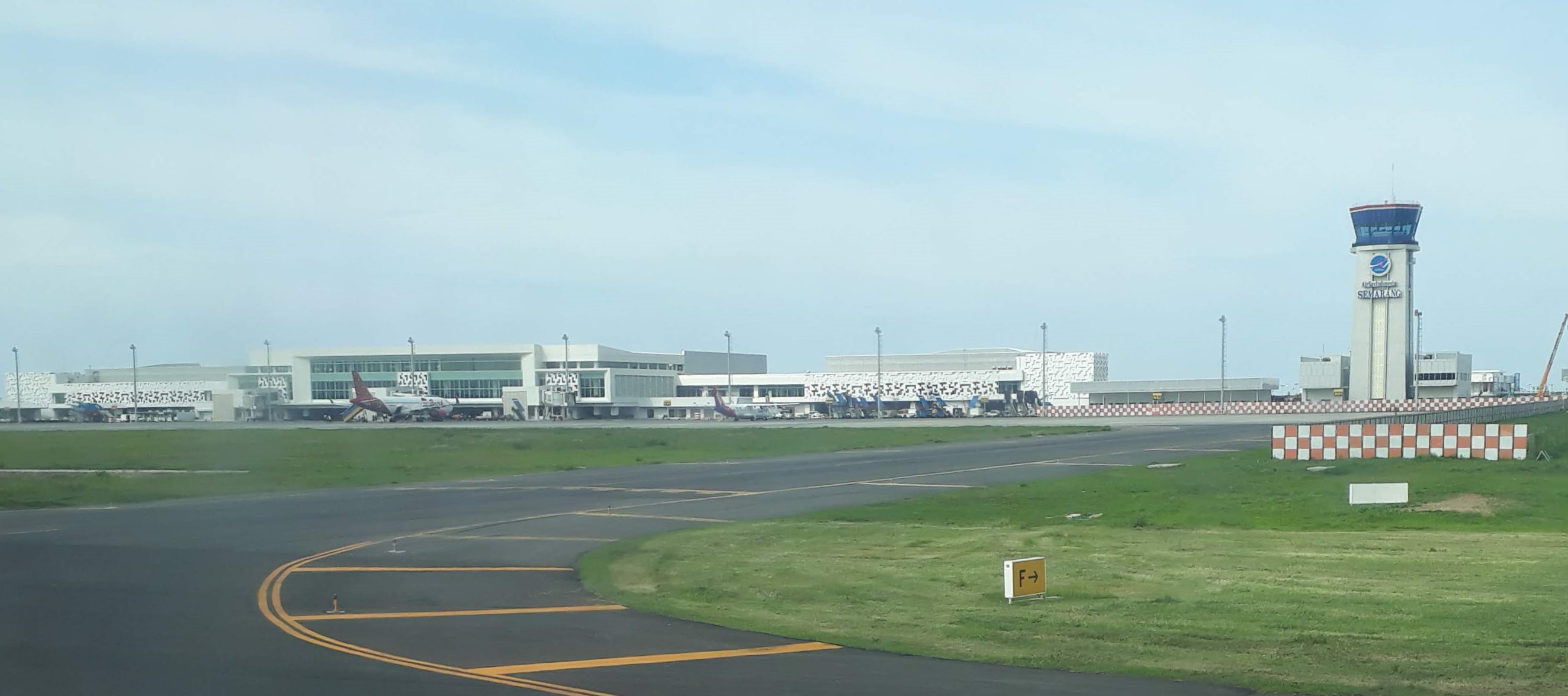
La nouvelle aérogare et la tour de contrôle.
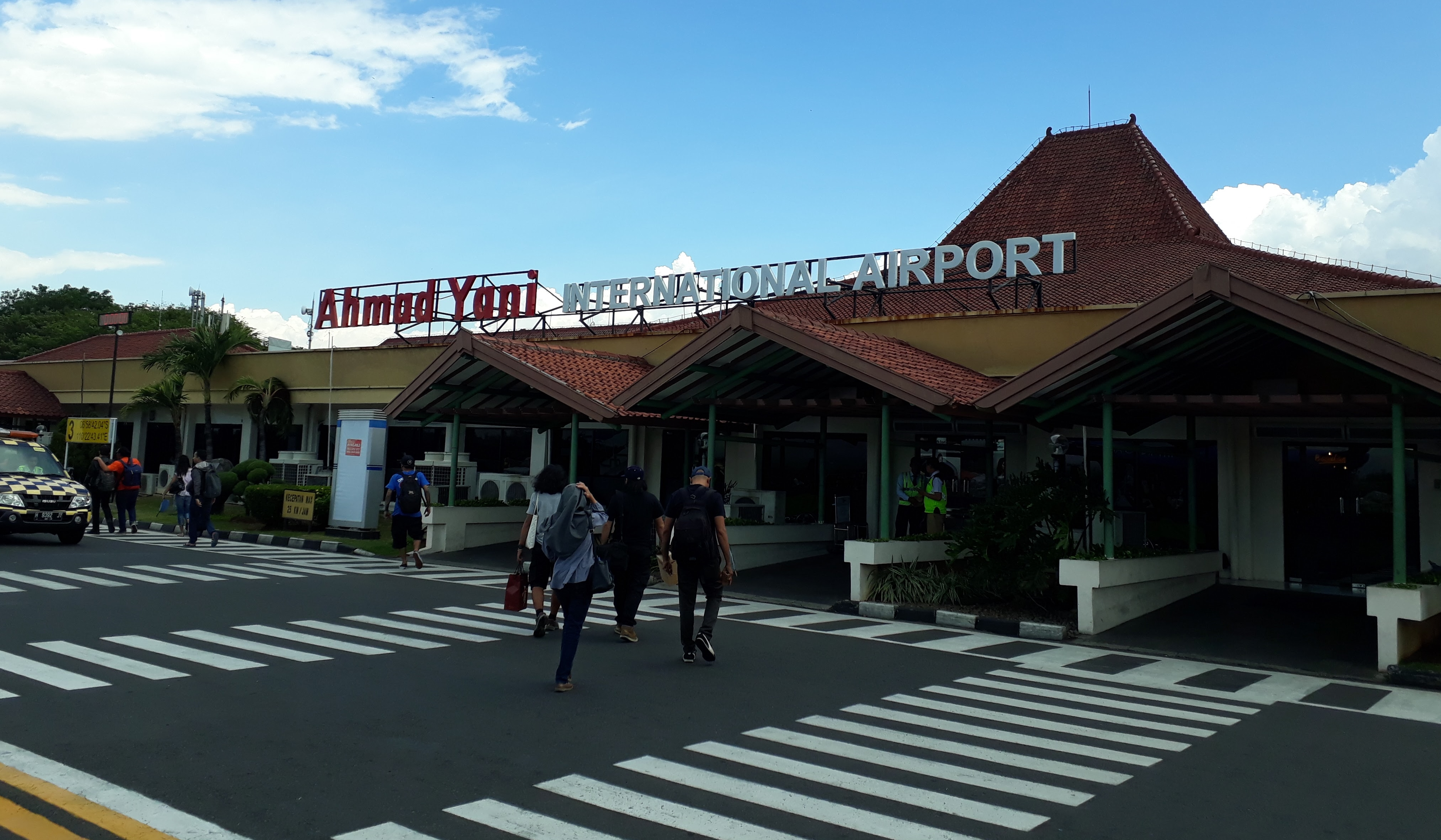
L'ancienne aérogare.
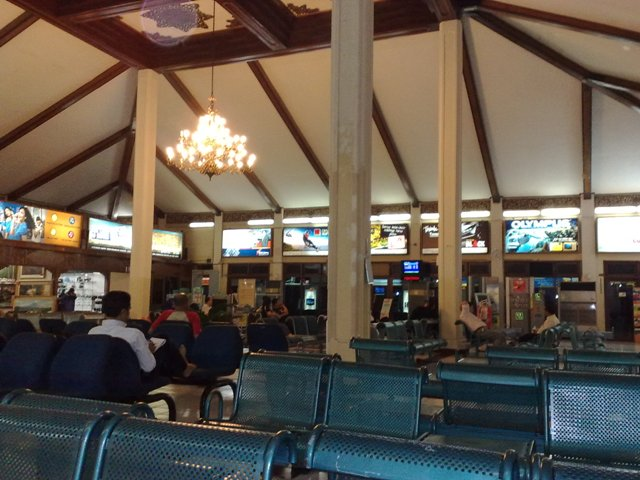
L'ancienne aérogare : le hall central.
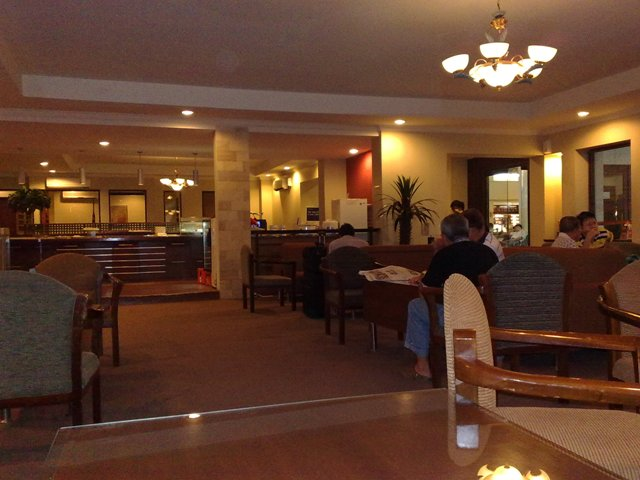
L'ancienne aérogare : la salle d'attente.